# Skattkärr
Skattkärr – miejscowość (tätort) w Szwecji, w regionie administracyjnym (län) Värmland, w gminie Karlstad.
Według danych Szwedzkiego Urzędu Statystycznego liczba ludności wyniosła: 1979 (31 grudnia 2015), 1974 (31 grudnia 2018) i 1954 (31 grudnia 2019).